# هیزلوود، داربی‌شر
هیزلوود (به انگلیسی: Hazelwood) یک روستا و محله مدنی در بریتانیا است که در دره امبر واقع شده‌است. هیزلوود ۳۳۰ نفر جمعیت دارد.